# Guy IV de Châtillon-Saint-Pol
Guy IV de Châtillon, conde de Saint Pol (h. 1254 – 6 de abril de 1317) fue un noble francés. Fue el segundo hijo de Guy III y de Matilde de Brabante, viuda de Roberto I de Artois. 
En 1292, se casó con María de Bretaña, condesa de Saint-Pol, hija del duque Juan II y de Beatriz de Inglaterra. Tuvieron ocho hijos:
- Juan, conde de Saint-Pol (m. 1344), se casó con Juana, hija de Juan I de Fiennes.
- Jacobo de Châtillon (m.s.p. 1365), señor de Ancre.
- Matilde de Châtillon (1293–1358), se casó con Carlos de Valois.
- Beatriz de  Châtillon, casada en 1315 con Juan de Dampierre, señor de Crèvecœur.
- Isabel de Châtillon (m. 19 de mayo de 1360), casada en mayo de 1311 con Guillermo I de Coucy, señor de Coucy.
- María de Châtillon, casada con Aymer de Valence, II conde de Pembroke.
- Leonor de Châtillon, casada con Jean III Malet, señor de Graville.
- Juana de Châtillon, casada con Miles de Noyers, señor de Maisy.

Desempeñó el cargo de primer oficial de palacio encargado de los vinos desde 1296 hasta su muerte en 1317.
Fue colocado en comando conjunto (con Roberto VI de Auvernia) de una de las dos "batallas" de reserva de las tropas francesas en la batalla de Courtrai. Pudo escapar cuando los flamencos derrotaron a los franceses, pero su hermano Jacques y muchos de sus parientes murieron.